# Adarme
Adarme je stará jednotka hmotnosti používaná v některých španělsky mluvících zemích. Její hodnota činí přibližně 1,8 g, případně 3,6 g.
Převodní vztahy:
- Španělsko, Argentina, Bolívie, Guatemala, Chile, Kuba, Peru, Venezuela = 1 adarme = 1,797 g = 1/256 kastilské libry
- v lékárenství ve Španělsku = 1 adarme = 3,594 g = 1/96 lékárenské libry
- v lékárenství v Argentině = 1 adarme = 3,589 g = 1/96 lékárenské libry